# Aleksandr Galimov
Aleksandr Saidgerejevitj Galimov (ryska: Александр Саидгереевич Галимов), född 2 maj 1985 i Jaroslavl, Ryska SFSR, Sovjetunionen, död 12 september 2011 i Moskva, var en rysk professionell ishockeyspelare som spelade för Lokomotiv Jaroslavl i KHL.
Galimov var Lokomotiv Jaroslavl trogen hela karriären och fick chansen i representationslaget två år efter klubbens mästerskapstitel 2003.

## Flygolyckan i Jaroslavl 2011
Den 7 september 2011 var Galimov ombord på ett passagerarflygplan som havererade i staden Jaroslavl klockan 16:05 MSK under en flygning mellan Yaroslavl-Tunoshna Airport (IAR) och Minsk-1 International Airport (MHP). Hans lag Lokomotiv Jaroslavl var på väg till en bortamatch i Minsk. Efter att planet lyfte från flygplatsen kunde det inte nå tillräckligt hög höjd och flög in i en ledning innan det störtade i floden Volga. Tillsammans med en besättningsman var han ensam överlevande efter flyghaveriet. De båda överlevande fördes dagen efter olyckan till Visjnevskis brännskadecenter i Moskva för ytterligare vård. Galimov vårdades på sjukhus med 90-procentiga brännskador, skador på njurarna och luftvägarna. Han behövde opereras för att kunna andas på egen hand. Tanken var att han skulle genomföra en luftstrupstransplantation inom två veckor, men de ryska läkarna var tvungna sätta honom i koma. På grund av läget blev man tvungen att skjuta upp transplantationen, som senare gjordes av professorn Paolo Macchiarini vid Karolinska Universitetssjukhuset. "Det skulle vara ett mirakel om han vaknar upp igen" uttalade Macchiarini två dagar efter olyckan. 
Transplantationen genomfördes medan Galimov var i koma men dagen efter, den 12 september 2011 klockan 7.30 på morgonen, avled Galimov av sina skador.